# Leo Borchard
Lev Ljevitsj "Leo" Borchard (Russisch: Лев Львович Боргард) (Moskou, 31 maart 1899 - Berlijn, 23 augustus 1945) was een Russisch dirigent en gedurende korte tijd chef-dirigent van de Berliner Philharmoniker.

## Biografie
Hij werd geboren in Moskou uit Duitse ouders. Hij groeide op in Sint-Petersburg, waar hij een gedegen muzikale opleiding kreeg en een vaste bezoeker was van het Stanislavsky-theater. In 1920, na de Russische Revolutie, emigreerde hij naar Duitsland. Otto Klemperer nam hem aan als zijn assistent bij de Kroll Opera in Berlijn. Klemperer had weinig vertrouwen in zijn eigen capaciteiten en verwachtte dat Borchard commentaar zou leveren op zijn directietechniek. Hij dirigeerde de Berliner Philharmoniker voor de eerste keer in januari 1933. In 1935 werd hij in de ban gedaan door het nazi-regime als politiek onbetrouwbaar. Hij bleef lesgeven aan huis en ontving zijn vrienden, waaronder Boris Blacher en Gottfried von Einem.
Vanaf de jaren dertig woonde Borchard samen met de journaliste Ruth Andreas-Friedrich. Vanaf 1938 waren zij de leidende figuren binnen de verzetsgroep Oom Emil. Zij boden hulp aan de vervolgden van het nazi-regime, waaronder veel Joden. Een van Borchards taken was het onderhouden van contact met Ludwig Lichtwitz, een specialist in het vervalsen van identiteitskaarten. Op 26 mei 1945, tweeënhalve week na Duitslands onvoorwaardelijke overgave, leidde hij de Berliner Philharmoniker in een concert met Mendelssohns ouverture Midsummer Night's Dream, Mozarts vioolconcert in A-majeur en Tsjaikovski's Symfonie nr. 4, tot groot genoegen van het publiek in de Titania Palast-bioscoop. Een week later werd hij tot muzikaal leider van het orkest benoemd door de Sovjet-bevelhebber Nikolai Bersarin, als vervanger van Wilhelm Furtwängler die in ballingschap was in Zwitserland. Zijn antinazi-achtergrond en zijn beheersing van de Russische taal maakten dat hij een goede verstandhouding had met de Russische bezetters. Als chef-dirigent van de Berliner gaf hij in totaal 22 concerten.
Borchard werd gedood toen hij na een concert op 23 augustus 1945 naar huis werd gereden. Zijn Britse chauffeur begreep het stopsignaal van een Amerikaanse wachter niet en de wachter schoot. De chauffeur en Borchards partner Ruth Andreas-Friedrich overleefden. Naar aanleiding van dit incident werd besloten om militaire controleposten bij de grenzen van de geallieerde bezettingszones in Berlijn voortaan duidelijker te markeren, zodat handsignalen niet meer nodig waren.
Borchards taken bij de Berliner Philharmoniker werden overgenomen door Sergiu Celibidache totdat het Wilhelm Furtwängler in 1952 werd toegestaan de leiding weer op zich te nemen.
Op 5 en 6 september 1995 herdachten Claudio Abbado en de Berliner Philharmoniker Borchards sterfdag met uitvoeringen van Mahlers zesde symfonie.

## Opnames
- Boccherini – Menuet
- Delibes – Mazurka & Valse Lente uit Coppelia
- Puccini – orkestsuite uit Tosca
- Rebikov – Berceuse
- Suppé – ouverture uit Banditenstreiche
- Wagner – ‘’Wotans Abschied’’
- 1933–1937: opname met de Berliner Philharmoniker voor Telefunken; onder andere de Notenkrakerssuite van Tsjaikovski, Peer-Gynt-suite van Edvard Grieg en het concertino voor piano en orkest van en met Jean Françaix
- radio-uitzending van juni 1945: Weber – Ouverture Oberon; Glazoenov – Stenka Razin; Tsjaikovski – Fantasie-ouverture, Romeo en Julia;